# 丹陽郡 (河南省)
丹陽郡，中国南北朝时设置的郡。
东魏天平二年（535年）在项县（今河南省沈丘县）侨置丹陽郡，治所为侨置的秣陵县，下辖秣陵县、邵陵县、南阳县、白水县。属北扬州，北齐属信州，下辖秣陵县、和城县，北周属陈州。辖境约在今河南省周口市一带。隋文帝开皇开皇三年（583年）废丹陽郡，辖境直属于陈州。